# Bath Botanical Gardens
Bath Botanical Gardens ist ein botanischer Garten in Bath im Ost-Jamaikanischen Landkreis Saint Thomas Parish, etwa 21 km nordöstlich von Morant Bay.
Der Garten wurde 1779 nach einem Beschluss des Jamaica House of Assembly auf ca. 0,4 ha angelegt. Der erste Leiter war der Arzt Thomas Clarke des Bath Hospital, nahe der heißen Schwefelquelle. Sein Nachfolger wurde der Botaniker Thomas Dancer.
Infolge regelmäßiger Überflutungen des Gartens durch den nahen Plantain Garden River war die Anlage 1862 zum größten Teil zerstört. Aufgrund seiner historischen Bedeutung wurde er aber weiter gepflegt und 2007 saniert.